# Halysites
Genre
Espèces de rang inférieur
- Voir le texte

Halysites est un genre éteint de coraux tabulés (animaux de l'ordre des Tabulata) de la famille éteinte des Halysitidae et de l'ordre éteint des Heliolitida. 
Ce groupe fut abondant de l'Ordovicien au Dévonien avec une répartition mondiale. 

## Espèces
Le portail Fossilworks liste sept espèces :
- †Halysites catenularia
- †Halysites catenularius
- †Halysites grandis
- †Halysites junior
- †Halysites priscus
- †Halysites regularis
- †Halysites senior

Le nom Halysites elegans est un synonyme de †Catenipora elegans Fischer-Benzon, 1871, espèce trouvée dans des terrains du Silurien en Estonie,,.